# Nierówność Lévy’ego-Octavianiego
Nierówność Lévy’ego-Octavianiego:
Niech {\displaystyle X_{i}} będą niezależnymi zmiennymi losowymi. Niech {\displaystyle S_{k}=\sum \limits _{i=1}^{k}X_{i}.}
Wówczas dla {\displaystyle s>0} zachodzi
{\displaystyle P(\max _{1\leqslant k\leqslant n}|S_{k}|\geqslant s)\leqslant 3\max _{1\leqslant k\leqslant n}P(|S_{k}|\geqslant {\frac {s}{3}})}